# Rue d'Aboukir (Paris)
Pour les articles homonymes, voir Rue d'Aboukir et Aboukir (homonymie).
La rue d’Aboukir est une rue du 2e arrondissement de Paris.

## Situation et accès
Elle est parallèle à la rue de Cléry, et desservie par la ligne 3 du métropolitain, à la station Sentier, et par les lignes 4, 8 et 9 à la station Strasbourg - Saint-Denis.

## Histoire
Cette rue, nommée différemment initialement, a été créée dans la deuxième partie du XVIIe siècle, correspondant à l'extension de Paris vers le nord et le nord-ouest, bien au-delà du noyau initial autour de l'île de la Cité. Cette rue est située sur l'ancien chemin de ronde et sur les fossés d'une des enceintes médiévales de Paris, l'enceinte de Charles V, qui a laissé très peu de traces.
La rue, qui est parallèle à la rue de Cléry et partage avec elle la particularité de longer les fossés de l'enceinte de Charles V, regroupe trois rues aux dénominations initiales différentes :
- la « rue des Fossés-Montmartre », entre la place des Victoires et la rue Montmartre, qui a porté primitivement le nom de « rue du Fossé » ou « rue des Fossés » et sous la Révolution, celui de « rue des Fossés-Montmarat » ;
- la « rue Neuve-Saint-Eustache », entre la rue Montmartre et la rue des Petits-Carreaux, ouverte en 1633, qui a été dénommée successivement « rue Saint-Côme », « rue du Milieu-du-Fossé », « rue Neuve-Saint-Eustache » (1641) ;
- la « rue Bourbon-Villeneuve », entre la rue des Petits-Carreaux et la rue Saint-Denis, qui existait à la fin du XVIe siècle, a été dénommée successivement : « rue Saint-Côme », « rue du Milieu-du-Fossé », « rue Bourbon » (1639), « rue Bourbon-Villeneuve », « rue Neuve-de-l'Égalité » (en 1792 durant la Révolution), « rue d'Aboukir » (1807), « rue Bourbon-Villeneuve » (1814), « rue de Villeneuve » (1830), « rue d'Aboukir » (1848), « rue de Bourbon-Villeneuve ».

Les remparts de l'enceinte de Charles V, ont été détruits sur ce territoire au XVIIe siècle, à la suite de la création d'une nouvelle enceinte ("Fossés Jaunes" situés au niveau des "Grands boulevards" actuels). Les numéros pairs de la rue d'Aboukir sont bâtis sur l'emplacement de l'ancienne enceinte et la rue a été tracée sur celui des anciens fossés après qu'ils eurent été comblés.
Le 14 octobre 1791, Nicolas Jacques Pelletier frappe de plusieurs coups de couteau un passant de la rue Bourbon-Villeneuve, pour lui dérober 800 livres en assignats. Arrêté sur-le-champ, il est « convaincu de vol avec violence sur la voie publique » et guillotiné place de Grève le 25 avril 1792, devenant ainsi la premier condamné à mort exécuté en France par au moyen d'une guillotine.

Photographies de la rue d'Aboukir conservées au musée Carnavalet.
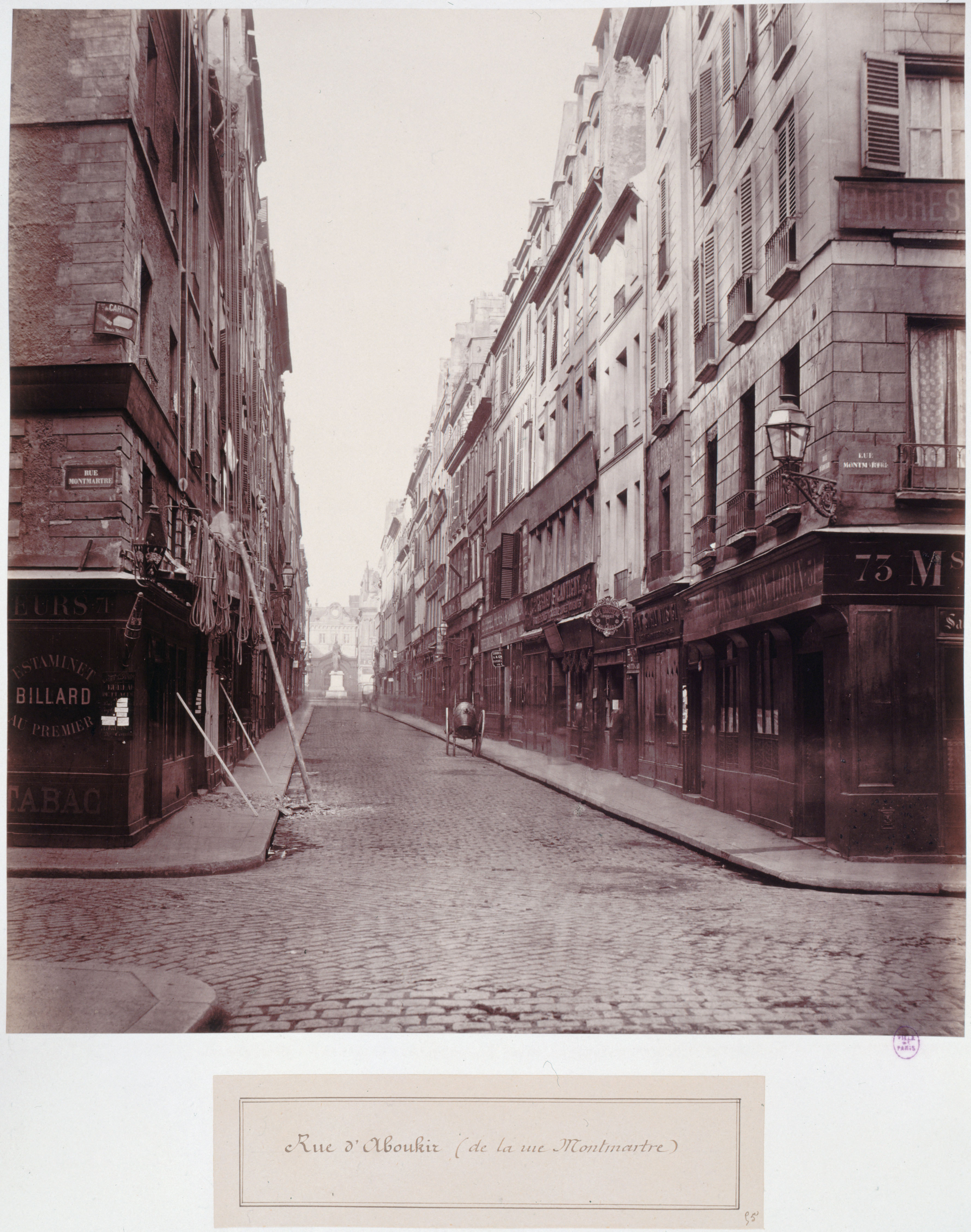
Rue d'Aboukir vue depuis la rue Montmartre. Charles Marville, 1865-1868.
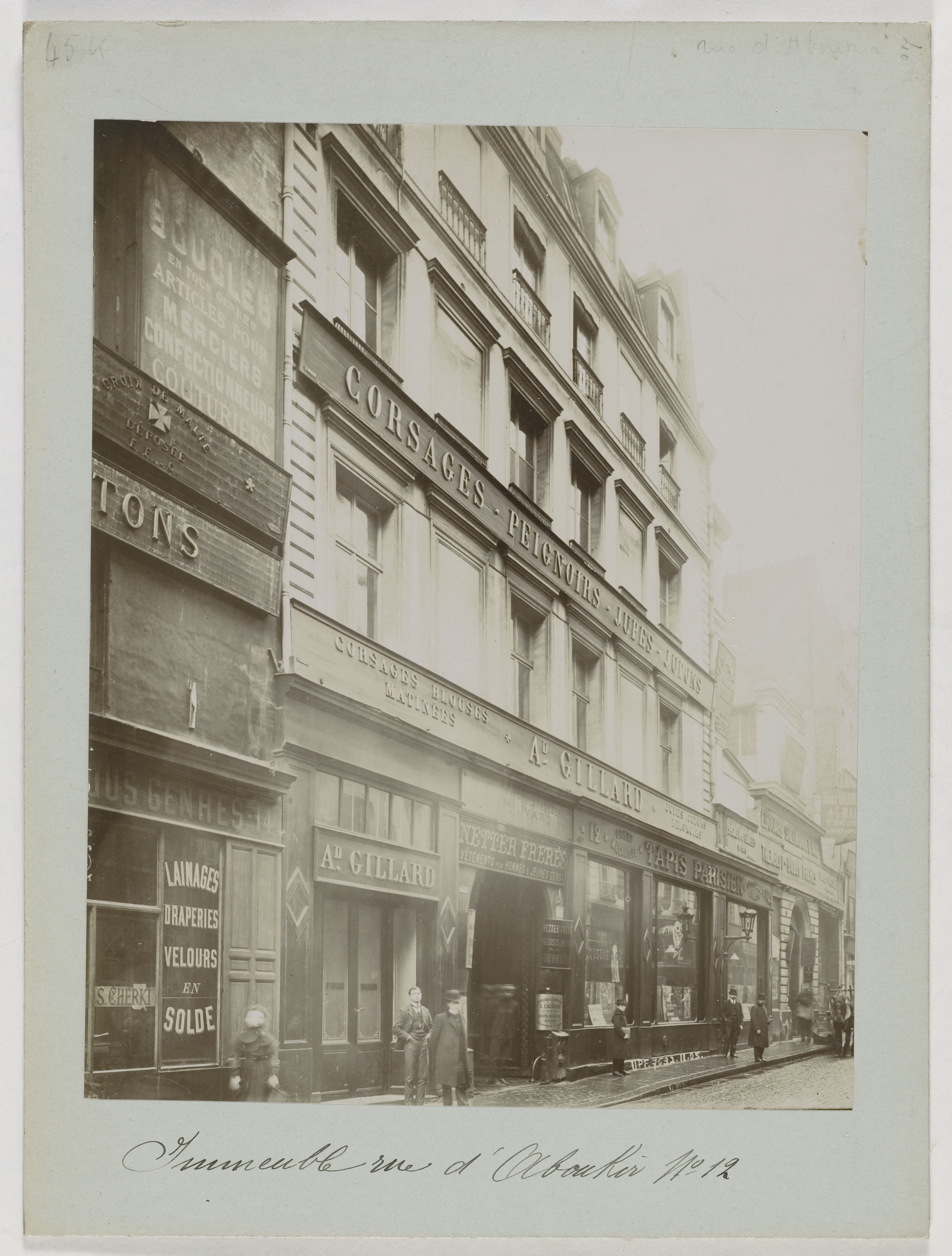
12 rue d'Aboukir, 1905.
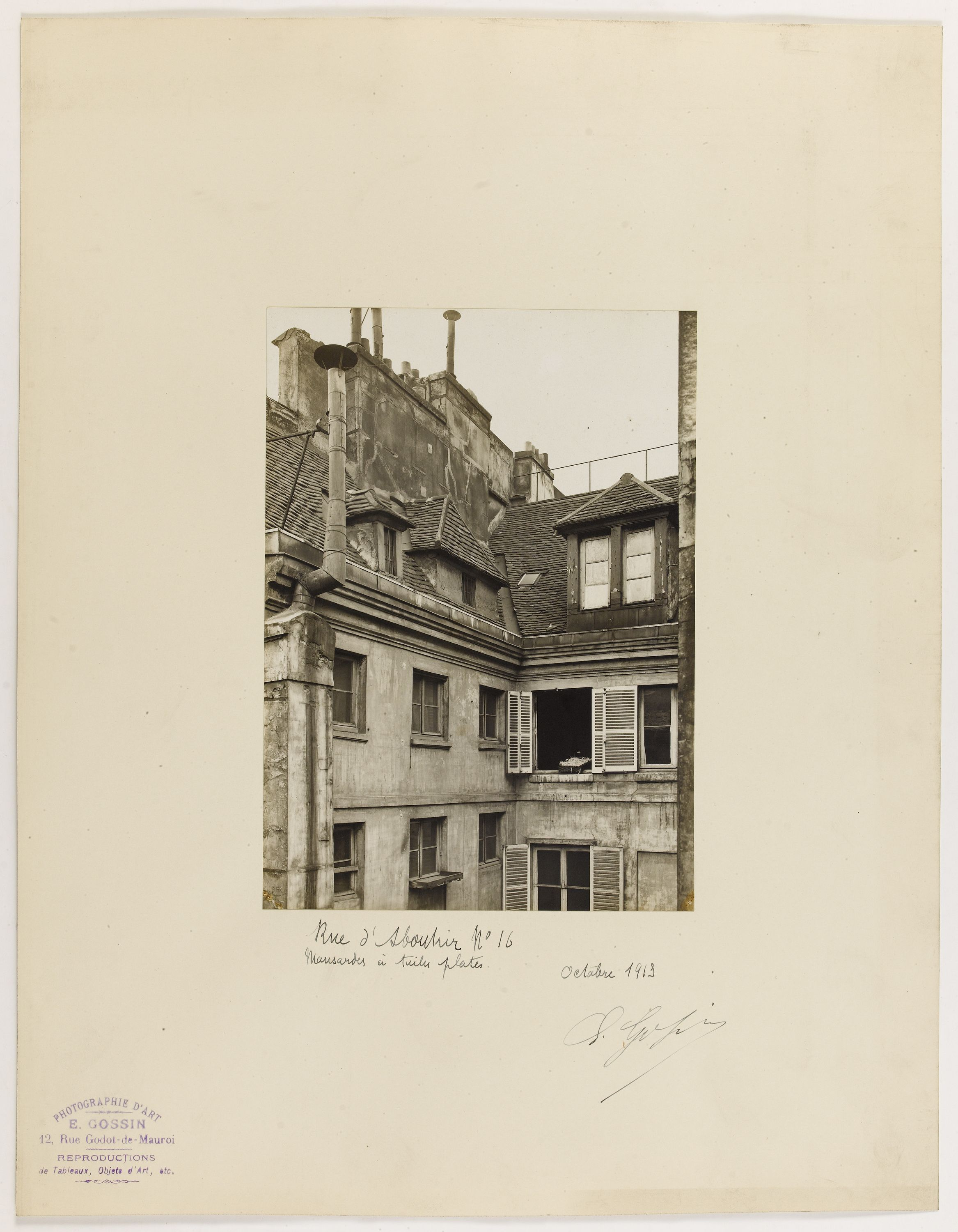
Mansardes du 16 rue d'Aboukir, Eugène Gossin, octobre 1913.
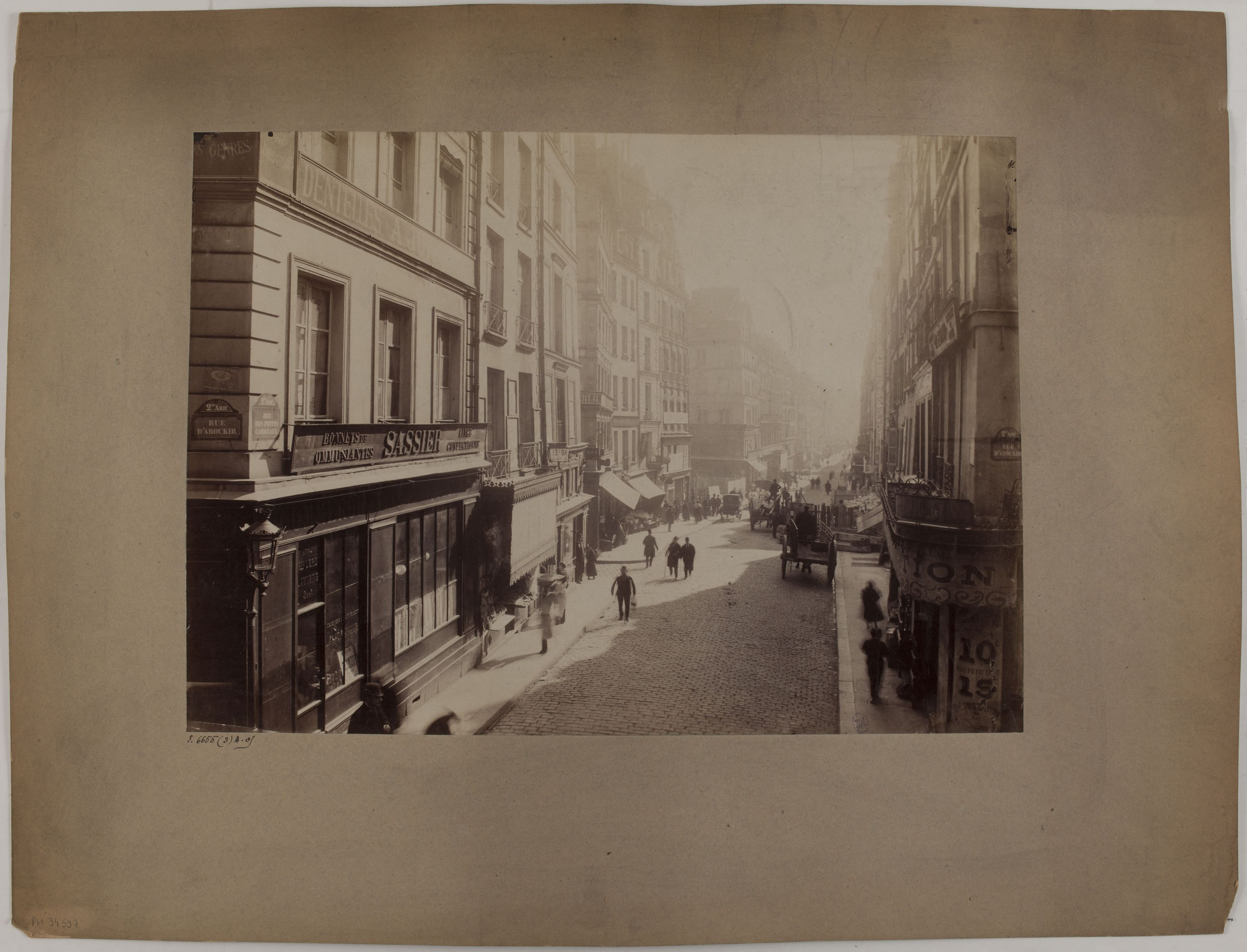
Angle de la rue d'Aboukir et de la rue des Petits-Carreaux, Henri Godefroy.

## Origine du nom
Le nom du Caire lui fut ensuite donné en 1807 en mémoire d'une victoire lors des batailles d'Aboukir, plus précisément le 25 juillet 1799 durant la campagne d'Égypte.

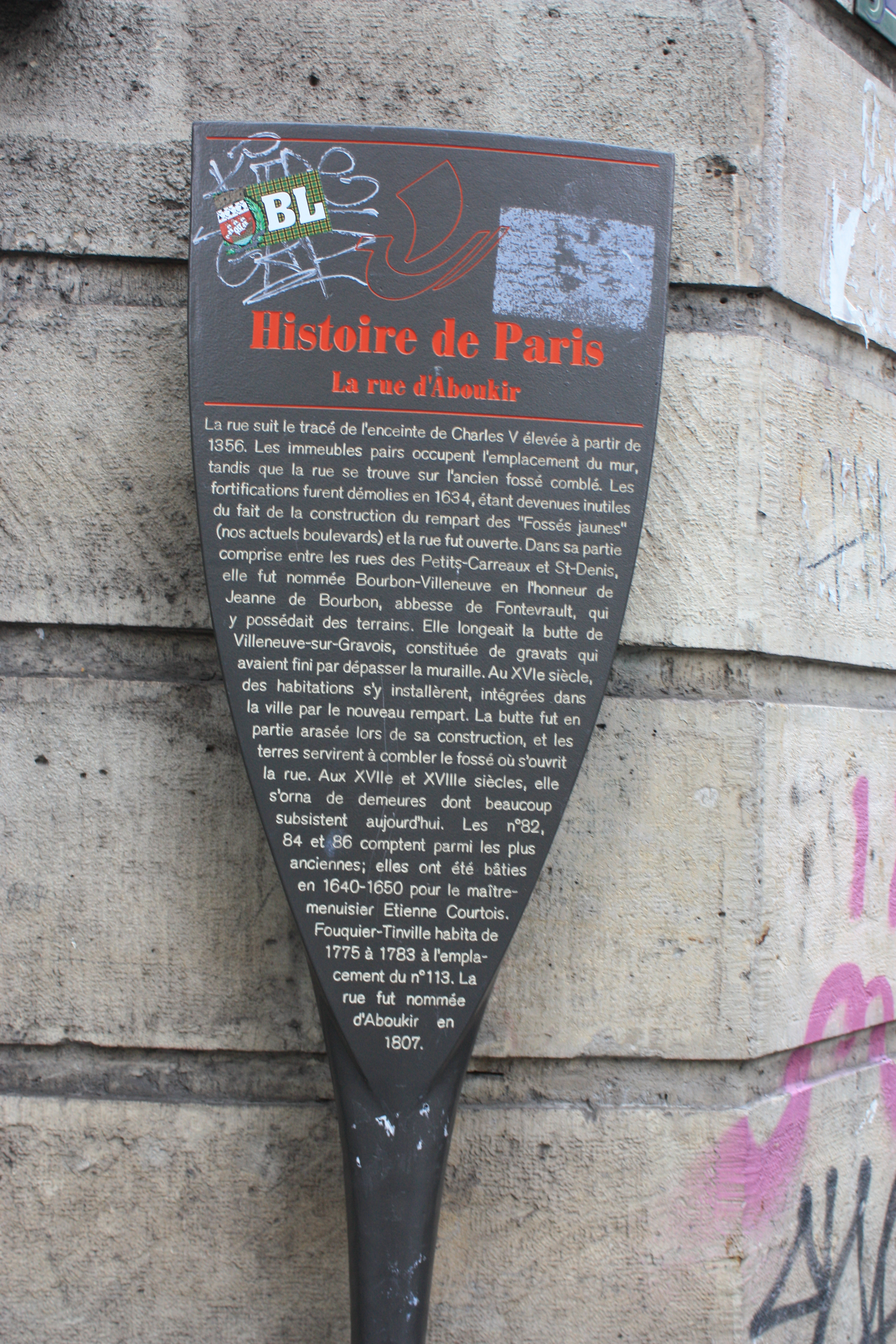
Panneau Histoire de Paris placé dans cette rue.

Autour de la rue d'Aboukir, apparaissent les rues d’Alexandrie, du Nil, de Damiette, du Caire et la place du Caire. Le passage du Caire, le passage tortueux le plus long et plus ancien de Paris, construit en 1798, se voulait évoquer un bazar d’Orient.
Cette zone géographique est surnommée à l'époque la « Petite Égypte » et fait partie du quartier du Sentier. Ce quartier du Sentier dans Paris a une activité hétéroclite au XIXe siècle. Il abrite notamment des sièges d'organes de presse. Une activité textile (confection et commerce en gros) s'y développe de façon significative au XXe siècle, puis disparaît progressivement à la fin du siècle.

## Bâtiments remarquables et lieux de mémoire
- À l'angle de la rue, côté des numéros pairs, et de la place des Victoires se trouve un panneau Histoire de Paris qui rappelle l'histoire de cette place.
- No 3 : ancien hôtel de Rambouillet ; présence d'un panneau Histoire de Paris.
- No 4 : immeuble à Serliennes et statuaires de 1825, conçu par l'architecte Jules de Joly, protégé au titre des Monuments historiques[5]. Les 4 antiques - Castor, Apollino, Hermès, Pollux - intégrés dans les niches du deuxième étage - ont disparu. En 2009, l'immeuble a été réhabilité et restauré[6] sous la direction de F. Brugel, architecte mandataire, en 39 logements pour Paris Habitat.
- No 6 : le numéro 6 de cette rue a abrité l'Association générale des tissus et des matières textiles[7].
- No 8 : le musicien Georges Mathias (musicien) est né au 8 de la rue des Fossés Montmartre le 14 octobre 1826.
- No 9 : Ancien bureaux du journal hebdomadaire « La Marseillaise », créé le 1er juillet 1868 avec Henri Rochefort pour rédacteur en chef[8].
- No 11 : Bonaparte vécut ici en 1795 dans un modeste hôtel.
- No 35 : ancien siège de la revue communiste Regards et de Miroir Sprint dans l'immédiat après-Seconde Guerre mondiale[9].
- No 41 : c'est au 41, rue Villeneuve-Bourbon qu'est né le 28 avril 1846 Henri Guérard, peintre, graveur, lithographe, illustrateur et imprimeur français.
- No 44 : une façade factice cache un puits de ventilation RATP.
- No 83 : l'Oasis d'Aboukir, un mur végétal de 250 m2 créé par Patrick Blanc en 2013.
- No 97 : Michel Szkolnikoff, un des principaux trafiquants sous l'Occupation, avait ici sa société.
- No 104 : siège du site web SensCritique.
- No 112 : lieu de naissance en 1876 du peintre Georges A. L. Boisselier, il y réside jusqu'en 1899.

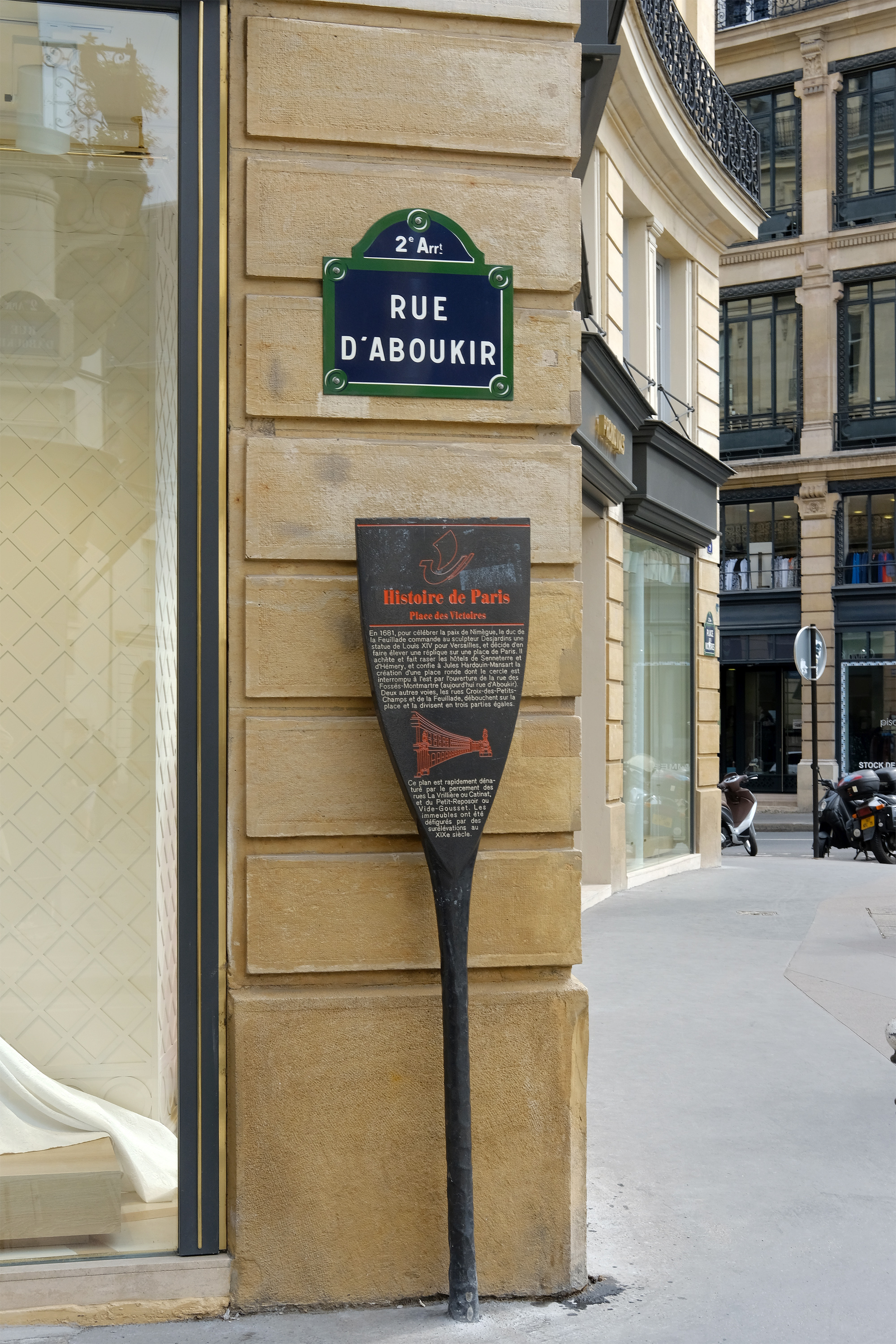
Panneau d'Histoire de Paris, situé près de la place des Victoires.
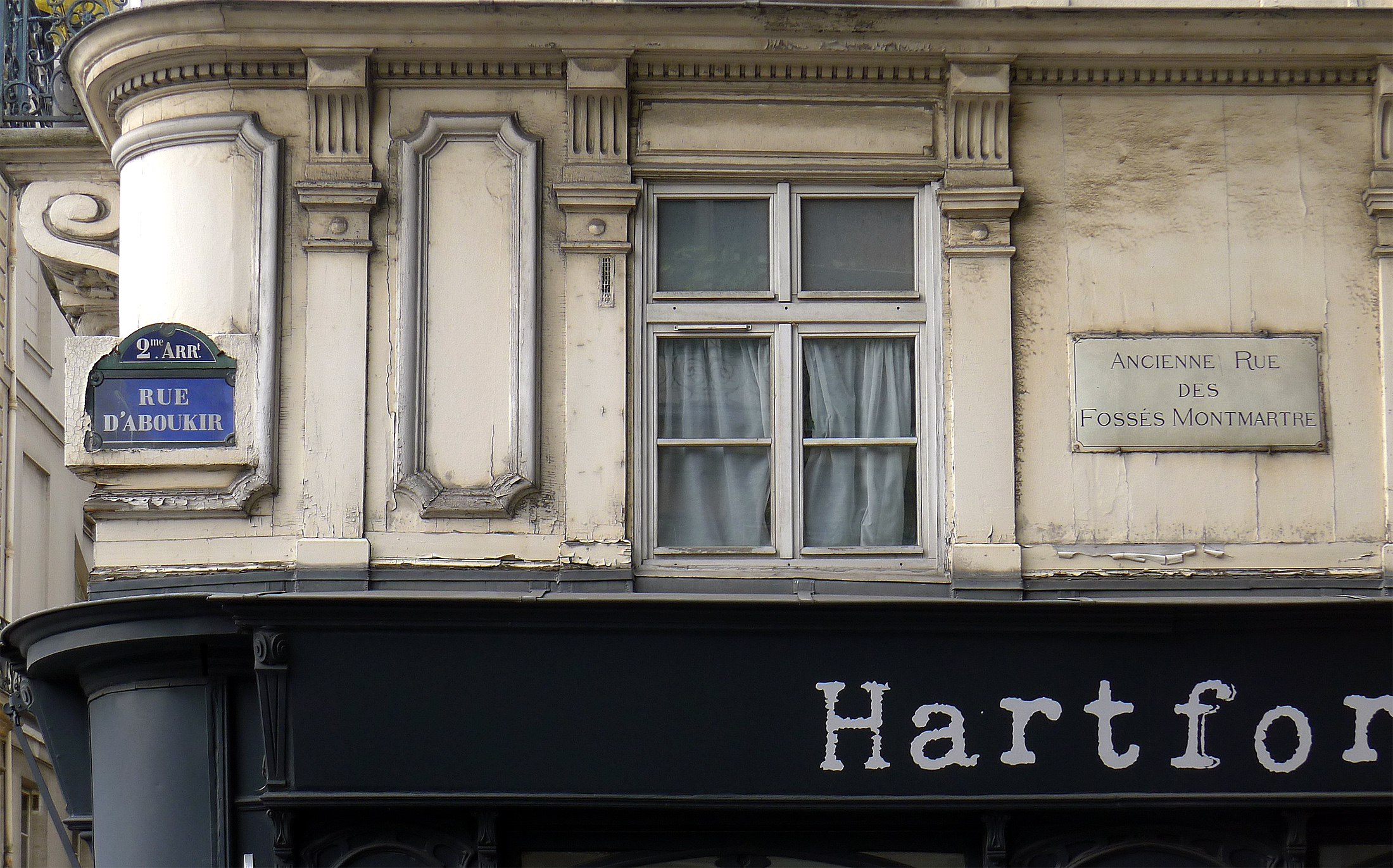
Plaque avec l'ancien nom (à droite) de la portion de rue.
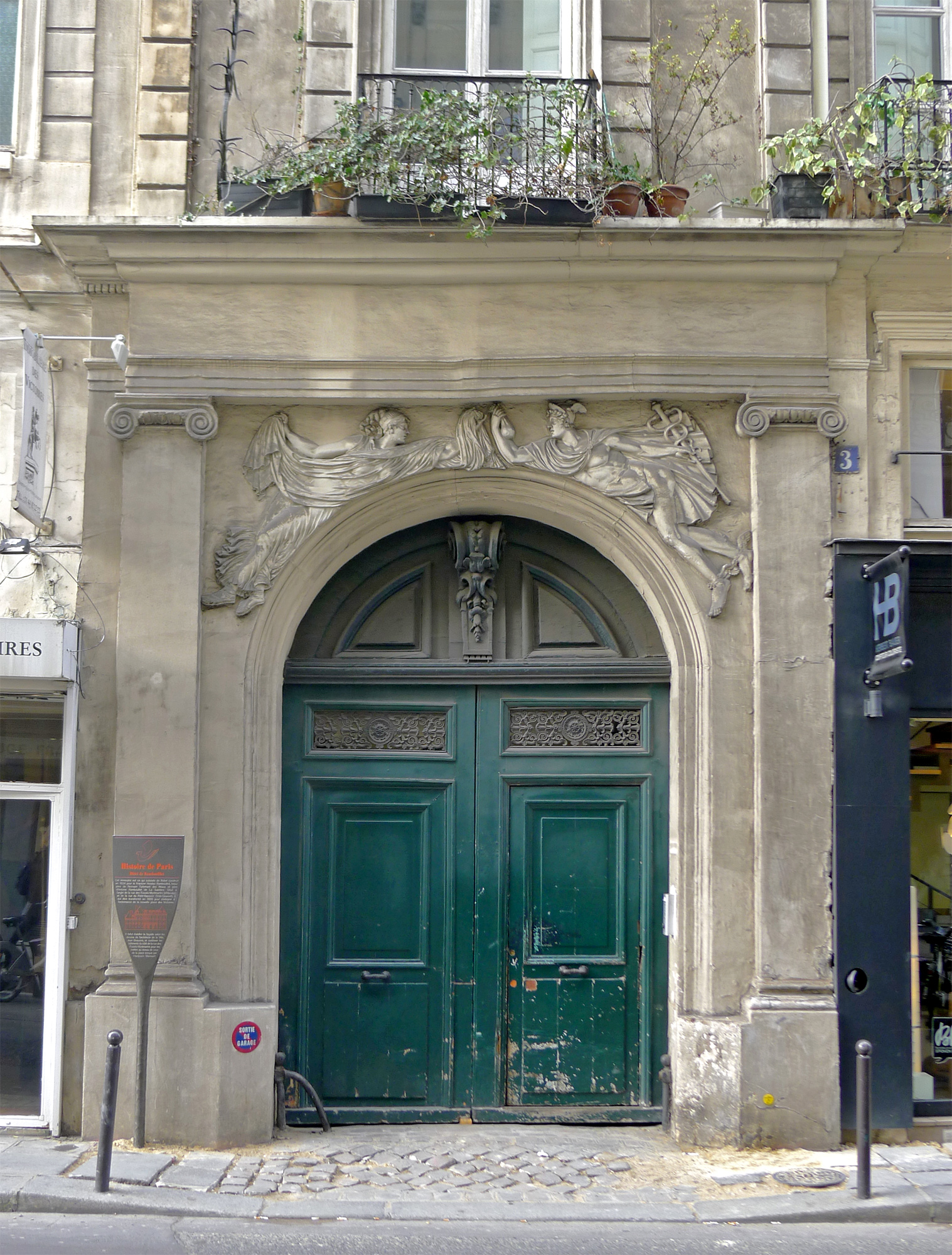
No 3 : entrée de l'ancien hôtel de Rambouillet.
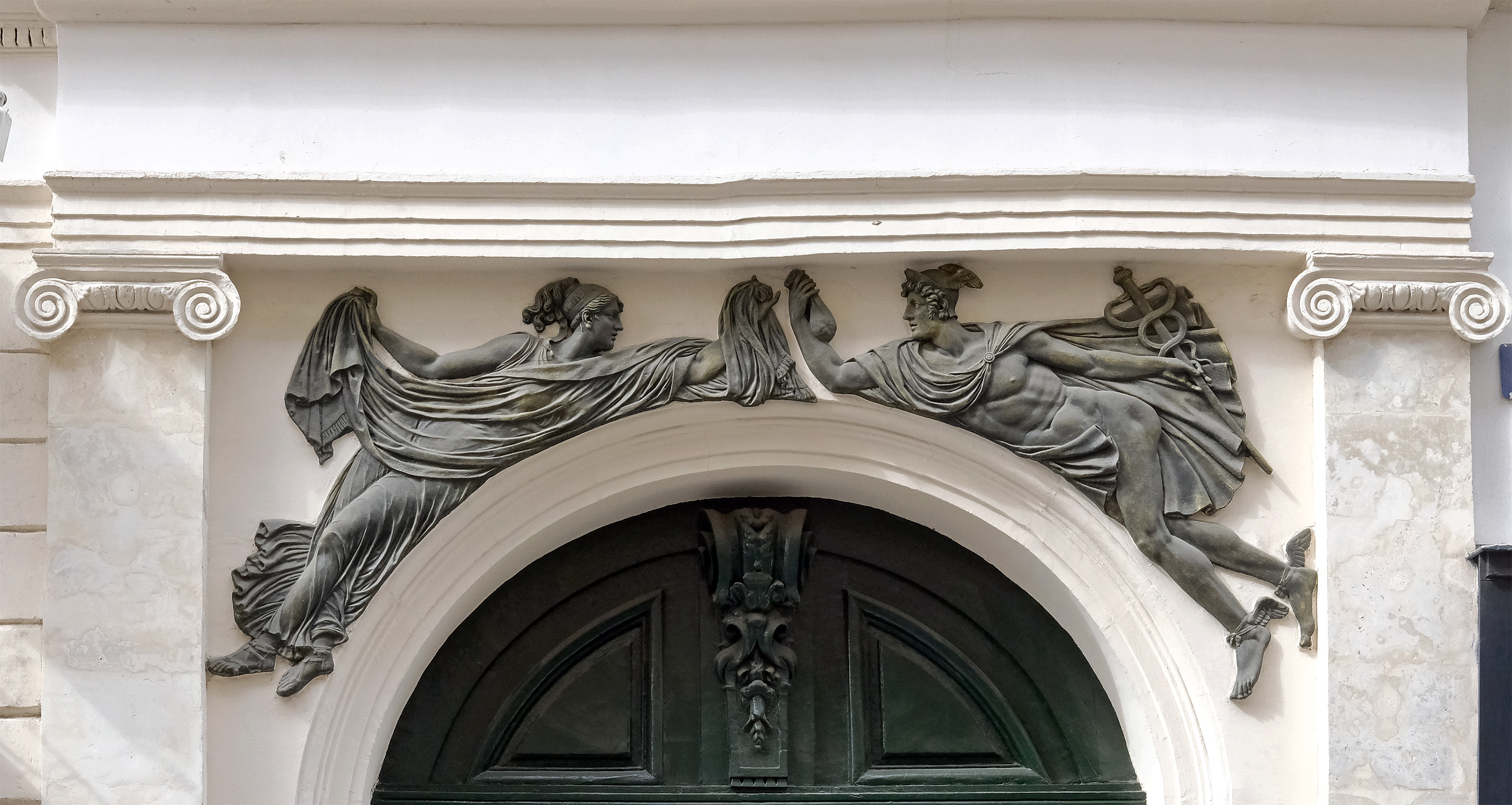
No 3 : détail décoratif au-dessus de la même entrée.

## Pour approfondir